# Кубок Ботсвани з футболу
Кубок Ботсвани з футболу (також відомий під назвою Кубок виклику Футбольної асоціації Ботсвани, Орандж Кубок ФА Ботсвани та Кубок Орандж) — футбольне змагання, яке щорічно проводить Футбольна асоціація Ботсвани серед футбольних клубів Ботсвани.

## Спонсори турніру
З 1992 року у кубку Ботсвани з'явився головний спонсор. Нижче наведені всі спонсори (по роках):
- 1992-2012: Кока-кола (Кубок Кока-кола)
- 2013-2018: Не було спонсора
- 2019: Orange (Орандж Кубок ФА)

## Історія
Заснований 1968 року під назвою Лайонз Кап з метою надати можливість нижчоліговим та аматорським клубам країни грати з найсильнішими командами Ботсвани. За основу було взято формат Кубку ФА Англії, завдяки чому цьому турніру дали прізвисько «вбивця грандів» (нижчолігові клуби часто перемагали грандів ботсванського футболу). З 1992 року у турніру з'явився головний спонсор, компанія Кока-кола, завдяки чому змагання було відоме під назвою Кубок Кока-кола. Під вище вказаною назвою турнір проводився до 2012 року, коли завершилася спонсорська угода. З 2013 по 2018 рік турнір не проводився, оскільки не вдалося знайти спонсора. У 2018 році компанія Orange підписала спонсорську угоду з ФА Ботсвани й перейменувала турнір у Орандж Кубок ФА (або, Орандж Кубок).

## Формат
У турнірі беруть участь 64 команди. Турнір розпочинається з кваліфікаційних раундів за участі команд Першого дивізіону Ботсвани. 32 переможці кваліфікаційного раунду виходять до ще одного кваліфікаційного раунду, а 16 переможців другого кваліфікаційного раунду отримують можливість зіграти з 16-а найсильнішими клубами Першого дивізіону. Команди Прем'єр-ліги розпочинають турнірний шлях у 1/16 фіналу, граючи проти переможців другого кваліфікаційного раунду. 3 грудня 2018 року оголосили, що в турнірі візьмуть участь 48 команд. До 1/16 фіналу автоматично потрапили колективи Прем'єр-ліги та 8 найкращих клубів Першого дивізіону, які зіграли проти решти 16-и клубів Першого дивізіону та переможця регіонального плей-оф. Починаючи з 1/16 фіналу не існує розподілу на сіяні та несіяні команди. По завершенні 90 хвилин, в разі необхідності, призначаються два додаткові екстра-тайми (по 15 хвилин), а за потреби — серія післяматчевих пенальті. Переможець отримує приз у розмірі 70 000 доларів, а також право взяти участь у Кубку конфедерації КАФ, африканському аналозі Ліги Європи.

## Фіналісти
- 1968: Габороне Юнайтед
- 1969: Невідомо
- 1970: Габороне Юнайтед
- 1971-1977: Невідомо
- 1978: Нотвейн (Габороне)
- 1979: Тоуншип Роллерз (Габороне)
- 1980-1982: Невідомо
- 1983: Поліс (Габороне) 3-2 Мочуді Сентр Чіфс (Мочуді)
- 1984: Габороне Юнайтед
- 1985: Габороне Юнайтед
- 1986: Ніко Юнайтед (Селебі-Пхікве)
- 1987: Ніко Юнайтед
- 1988: Екстеншион Ганнерз (Лобаце)
- 1989: Ботсвана Діфенс Форс XI (Габороне)
- 1990: Габороне Юнайтед
- 1991: ТАСК (Франсистаун) 3-2 Ботсвана Діфенс Форс XI (Габороне)
- 1991: Мочуді Сентр Чіфс (Мочуді) (3) переміг (2) ЛКС Ганнерс
- 1992: Екстеншион Ганнерз (Лобаце) 2-1 ТАФІК (Франсистаун)
- 1993: Тоуншип Роллерз (Габороне) 4-1 Габороне Юнайтед
- 1994: Тоуншип Роллерз (Габороне) 2-0 Екстеншион Ганнерз (Лобаце)
- 1995: Нотвейн (Габороне) 2-0 «Мокгосі Янг Файтерс» (Рамоцва)
- 1996: Тоуншип Роллерз (Габороне) 2-0 «Ботсвана Мітс Комішн» (Лобаце)
- 1997: Нотвейн (Габороне) 2-0 «Мокгосі Янг Файтерс» (Рамоцва)
- 1998: Ботсвана Діфенс Форс XI (Габороне) 1-0 «Джваненг Кометс»
- 1999: Могодітшане Файтерз 3-0 «Сетмос» (Селебі-Пхікве)
- 2000: Могодітшане Файтерз 1-1 Габороне Юнайтед (дод. ч., 5-4 пен.)
- 2001: ТАСК (Франсистаун) 2-0 Екстеншион Ганнерз (Лобаце)
- 2002: ТАФІК (Франсистаун) 0-0 ТАСК (Франсистаун) (дод.ч., 6-5 пен.)
- 2003: Могодітшане Файтерз 1-0 Тоуншип Роллерз (Габороне)
- 2004: Ботсвана Діфенс Форс XI (Габороне) 2-1 Могодітшане Файтерз
- 2005: Тоуншип Роллерз (Габороне) 3-1 Ботсвана Діфенс Форс XI (Габороне) (ов.т.)
- 2006: Нотвейн 2-1 Ботсвана Діфенс Форс XI
- 2007: Ботсвана Міт Комішн (Лобаце) 1-1 ЕККО Сіті Грінз (ов.т., 6-5 пен.)
- 2008: Мочуді Сентр Чіфс (Мочуді) 5-2 Юніон Фламенго Сантос (Габане)
- 2009: Юніон Фламенго Сантос (Габане) 1-1 Ботсвана Діфенс Форс XI (ов.т., 4-2 пен.)
- 2010: Тоуншип Роллерз (Габороне) 3-1 Мочуді Сентр Чіфс
- 2011: Екстеншион Ганнерз (Лобаце) 3-1 Мотлакасе Павер Динамоз (Палап'є)
- 2012: Габороне Юнайтед 0-0 Мочуді Сентр Чіфс (aet, 4-2 pens)
- 2013-2018: Не проводився
- 2019: Орапа Юнайтед 3-0 Тоуншип Роллерз (Габороне)

## Переможці по роках
| Титули | Клуб                                                                |
| ------ | ------------------------------------------------------------------- |
| 6      | Тоуншип Роллерз Габороне Юнайтед                                    |
| 4      | Нотвейн                                                             |
| 3      | Ботсвана Діфенс Форс XI Могодітшане Файтерз Екстеншион Ганнерз      |
| 2      | ТАСК Мочуді Сентр Чіфс                                              |
| 1      | Юніон Фламенго Сантос ТАФІК Поліс Ботсвана Міт Комішн Орапа Юнайтед |

## Досягнення тренерів
| Сезон   | Переможці          | Тренер            |
| ------- | ------------------ | ----------------- |
| 2004-05 | Тоуншип Роллерз    | Джозеф Панене     |
| 2009-10 | Тоуншип Роллерз    | Рахман Гамбо      |
| 2010-11 | Екстеншион Ганнерз | Максвелл Мойо     |
| 2011-12 | Габороне Юнайтед   | Філемон Махвенгве |
| 2018-19 | Орапа Юнайтед      | Могомоці Мпоте    |